# Тачира (щат)
Та̀чира (на испански: Táchira) е един от 23-те щата на южноамериканската държава Венецуела. Намира се в западната част на страната. Общата му площ е 11 100 км², а населението е 1 255 869 жители (по изчисления за юни 2017 г.). Основан е през 1899 г.